# Motofumi Ōhashi
Motofumi Ōhashi (japanisch 大橋 基史 Ōhashi Motofumi; * 24. Juni 1987 in der Präfektur Saitama) ist ein ehemaliger japanischer Fußballspieler.

## Karriere
Ōhashi erlernte das Fußballspielen in der Jugendmannschaft der Urawa Reds und der Universitätsmannschaft der Ryūtsū-Keizai-Universität. Seinen ersten Vertrag unterschrieb er 2010 bei Zweigen Kanazawa. Der Verein spielte in der dritthöchsten Liga des Landes, der Japan Football League. Am Ende der Saison 2013 stieg der Verein in die J3 League auf. 2014 wurde er mit dem Verein Meister der J3 League und stieg in die J2 League auf. Für den Verein absolvierte er 108 Ligaspiele. Ende 2016 beendete er seine Karriere als Fußballspieler.